# Liste der Museen im Main-Tauber-Kreis

Die Liste der Museen im Main-Tauber-Kreis gibt einen Überblick über die Museen im Main-Tauber-Kreis im fränkisch geprägten Nordosten Baden-Württembergs. Die Liste der Museen ist nach den Städten und Gemeinden des Main-Tauber-Kreises sortiert und erhebt keinen Anspruch auf Vollständigkeit.

## Museen im Main-Tauber-Kreis

### Ahorn
- Heimatmuseum in Berolzheim[1]

### Assamstadt
- Dorfmuseum Assamstadt[2][3]

### Bad Mergentheim

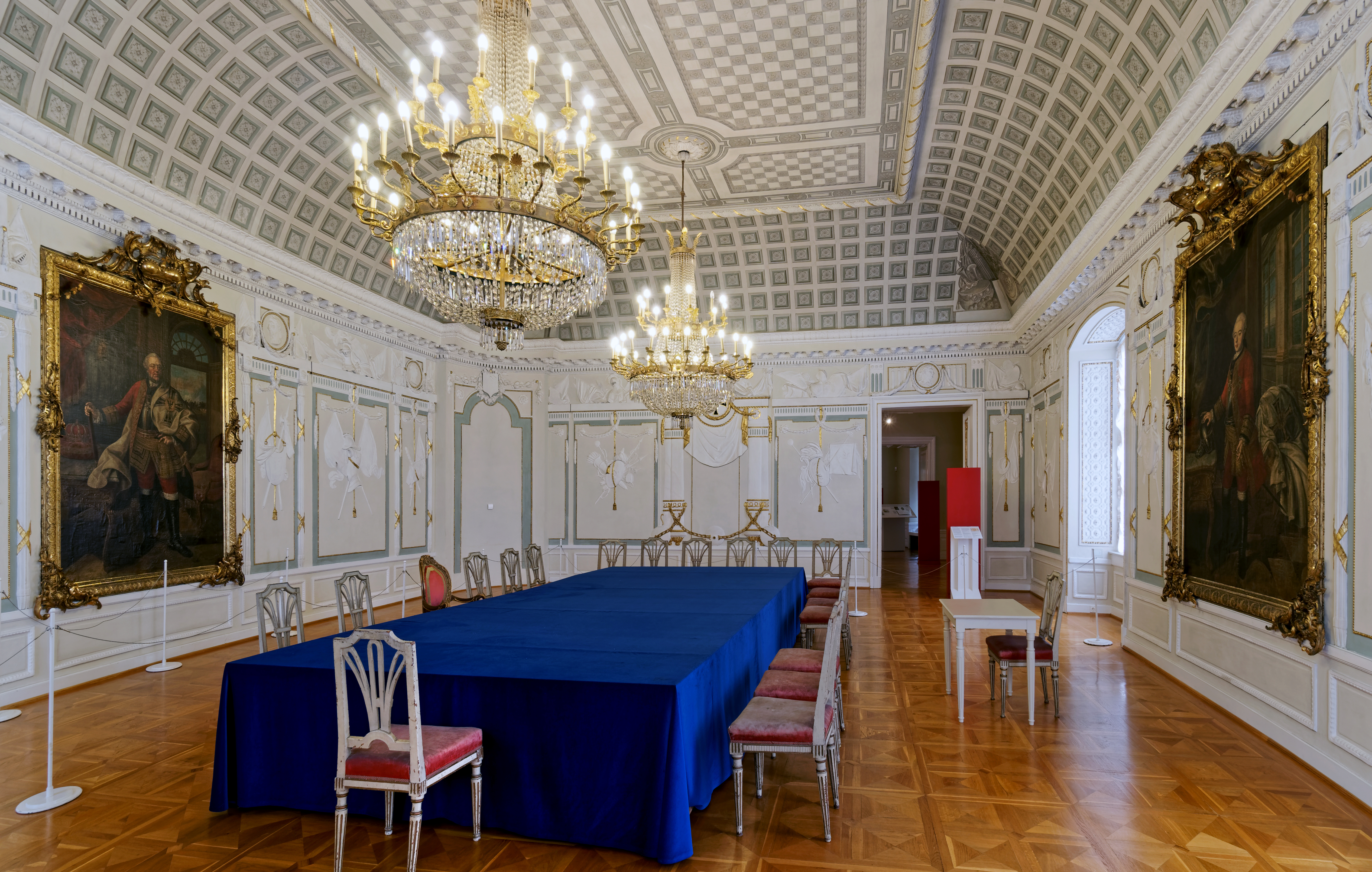
Deutschordensmuseum Bad Mergentheim

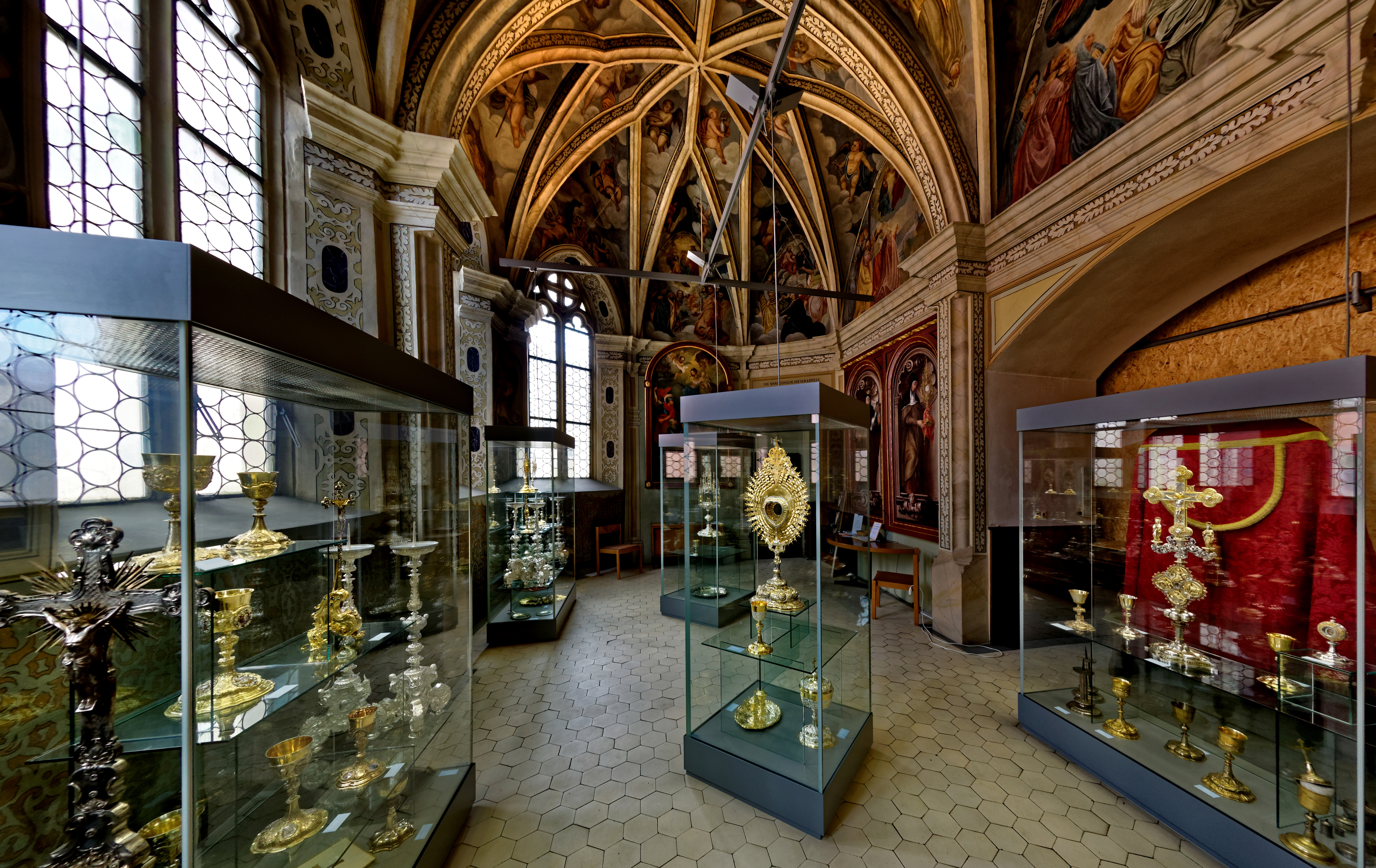
Münsterschatz in Bad Mergentheim

- Deutschordensmuseum im Schloss Mergentheim – Das Deutschordensmuseum präsentiert die Geschichte des Deutschen Ordens, die Geschichte Bad Mergentheims, das Mörike-Kabinett, die Abteilung Jungsteinzeit im Taubertal, eine Puppenstubensammlung und die Adelsheim'sche Altertumssammlung. In der Sammlung des Museums befindet sich auch die von Albrecht Duwe im Maßstab 1:50 rekonstruierte Burg Rehden aus dem Kulmerland. Erwähnenswert ist auch die Berwart-Treppe, eine 1574 von Blasius Berwart erbaute Wendeltreppe.[4][5]
- Feuerwehr-Museum Bad Mergentheim
- Münsterschatz St. Johannes Baptist – Das Museum Münsterschatz im ersten Stock über der Sakristei des Münsters St. Johannes Baptist zeigt liturgische Gefäße und Geräte von der Spätgotik bis zur Gegenwart.[6][7]
- Ottmar-Mergenthaler-Museum – Geburtshaus von Ottmar Mergenthaler mit Gedenkstätte im Rathaus des Stadtteils Hachtel. Der in Hachtel geborene Uhrmacher Ottmar Mergenthaler erfand 1886 in den USA die Linotype-Setzmaschine. Diese für die damalige Zeit revolutionäre Zeilensetz- und Gießmaschine von Schriftzeichen beschleunigte die Satzherstellung vor allem für Bücher und Zeitungen ganz entscheidend. Das Museum widmet sich dem Schaffen Ottmar Mergenthalers.[8]
- Stuppacher Madonna – in der Pfarrkirche Mariä Krönung im Stadtteil Stuppach. Die Stuppacher Madonna stammt von Matthias Grünewald aus dem Jahr 1519 und ist eines der wichtigsten spätgotischen Gemälde Deutschlands.[9][10]
- Würth Museum Bad Mergentheim – Die Dauerausstellung „Führungskultur rund um den Trillberg - einst und jetzt“ im Industriepark Würth auf dem Gelände der ehemaligen Deutschordenkaserne am Drillberg. Die Ausstellung möchte anhand historischer Beispiele gute wie schlechte Erscheinungsformen von Führungskultur veranschaulichen.[11]

### Boxberg
- Heimatmuseum Boxberg – Das Heimatmuseum im alten Rathaus von 1610 zeigt bäuerliche Geräte (Schwerpunkt: Grünkern-Herstellung), eine Waffensammlung, Jugendstilmöbel, Kapitelle der Boxberger Burgruine, Zimmer aus dem Besitz des Heimatforschers Karl Hoffmann u. a.[12]

### Creglingen

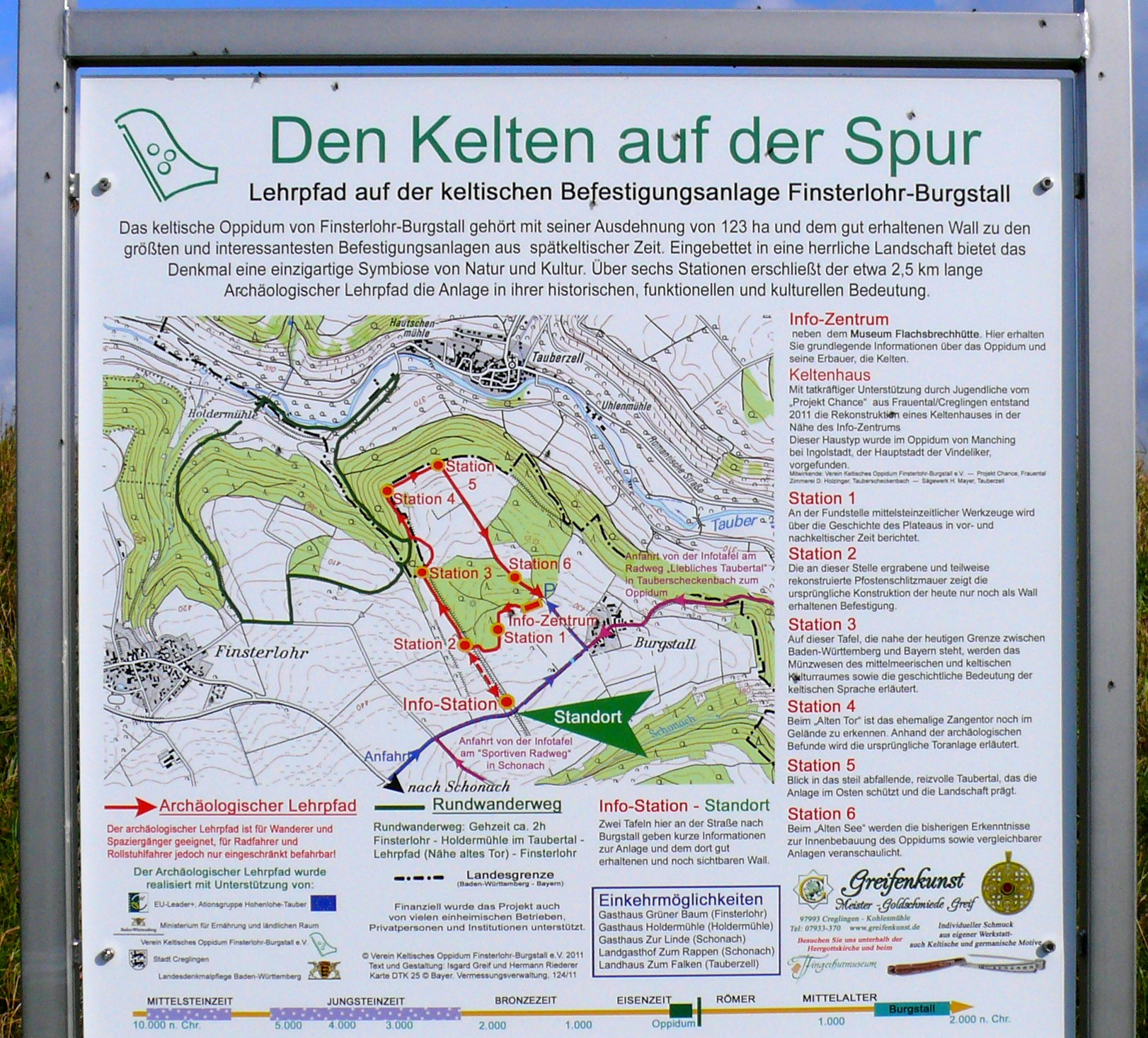
Lehrpfad Keltische Befestigungsanlage Finsterlohr-Burgstall

- Bäuerliches Museum Creglingen Fuchshof
- Feuerwehrmuseum im Schloss Waldmannshofen[13]
- Fingerhutmuseum – An der Kohlesmühle befindet sich seit 1982 ein Fingerhutmuseum, das neben Fingerhüten aller Art auch andere Nähutensilien der „Fingerhüterzunft“ ausstellt. Als weltweit einziges Spezialmuseum dieser Art stellt es über 3500 Exponate der Fingerhütezunft vor.[14][15]
- Flachsbrechhüttenmuseum in Burgstall, Geräte zur Flachsbearbeitung[16]
- Heimatmuseum Frauental, Kloster Frauental, Museum „Vom Kloster zum Dorf“[17]
- Herrgottskirche mit Altar von Tilman Riemenschneider[18]
- Jüdisches Museum Creglingen[19]
- Lindleinturm-Museum, eine Ausstellung in Creglingens Wehrturm: „Leben vor einem Jahrhundert“
- Oppidum Burgstall bei Finsterlohr[20]

### Freudenberg
- Amtshausgalerie[21]
- Fotosammlung Schuhmann, im Dachgeschoss des Amtshauses[22]
- Rauch-Museum der Firma Rauch Möbelwerke[23][24]
- Schiffsmodell-Museum, Schiffsmodellsammlung im Amtshaus[25]
- Stadtmuseum Freudenberg am Main – die Stadtgeschichte in Bild und Ton im historischen Rathaus[26]

### Großrinderfeld
- Landwirtschaftliches Museum

### Grünsfeld
- Museum im Amtshaus, Schlossstr. 9, Museum im ehemaligen fürstbischöflichen Amtshaus von 1596

### Igersheim
- Heimatmuseum Igersheim, im Kulturhaus neben der katholischen Kirche St. Michael, mit antiker Schusterwerkstatt und Sonderausstellungen

### Königheim
- Heimatmuseum im Schlossspeicher des Bettendorfschen Schlosses im Ortsteil Gissigheim

### Külsheim
- Dorfmuseen in den Stadtteilen Eiersheim und Uissigheim
- Galerie Kunststall
- Museum „Külsheimer Höhe“

### Lauda-Königshofen
- Heimatmuseum Lauda,  Marktplatz 1, im Geburtshaus des Reformators der Landwirtschaft Frankens, Dr. Philipp Adam Ulrich. 20 Räume zeigen Zunft- und Handwerksstuben, Wein- und Ackerbau im Taubertal.

### Niederstetten
- Albert Sammt-Zeppelin Museum, Hauptstr. 52, Ausstellung des Luftschiffkapitäns Albert Sammt im KULT (Kultur- und Literaturtreff)
- Alte Dorfschmiede im Stadtteil Rinderfeld
- Eduard-Mörike-Gedenkstube im Pfarrhaus
- Heimatmuseum Niederstetten, Bahnhofstr. 10, dargestellt wird das einfache Leben um die Jahrhundertwende
- Naturkunde- und Jagdmuseum im Schloss Haltenbergstetten
- Kelter- und Weinbaumuseum in Wermutshausen
- Keltische Viereckschanze, frei zugänglich
- Kleinstmuseum „Dorfarrest“ im ehemaligen Wehrturm im Stadtteil Wildentierbach

### Tauberbischofsheim

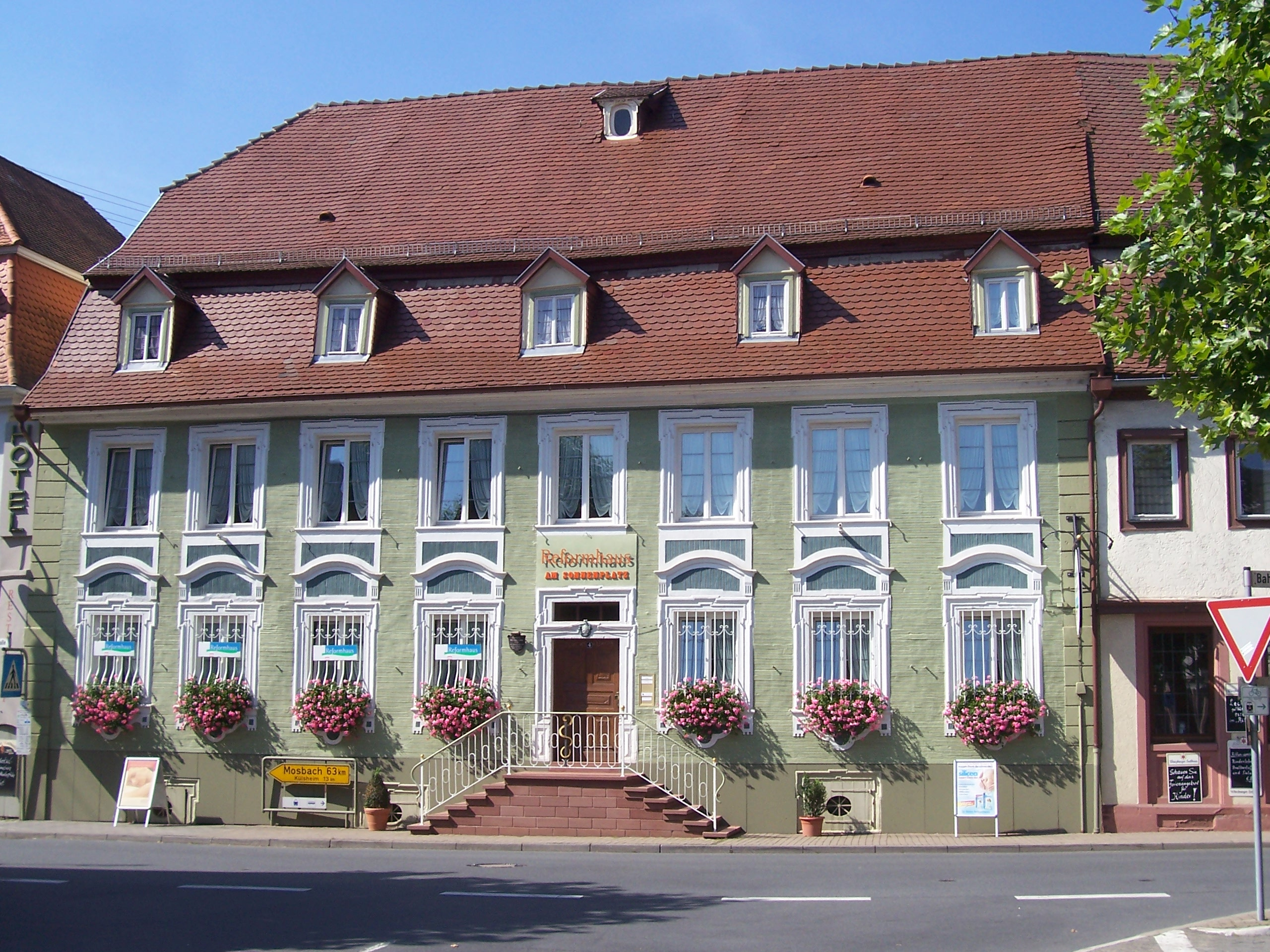
Museum Sonnenplatz-Apotheke

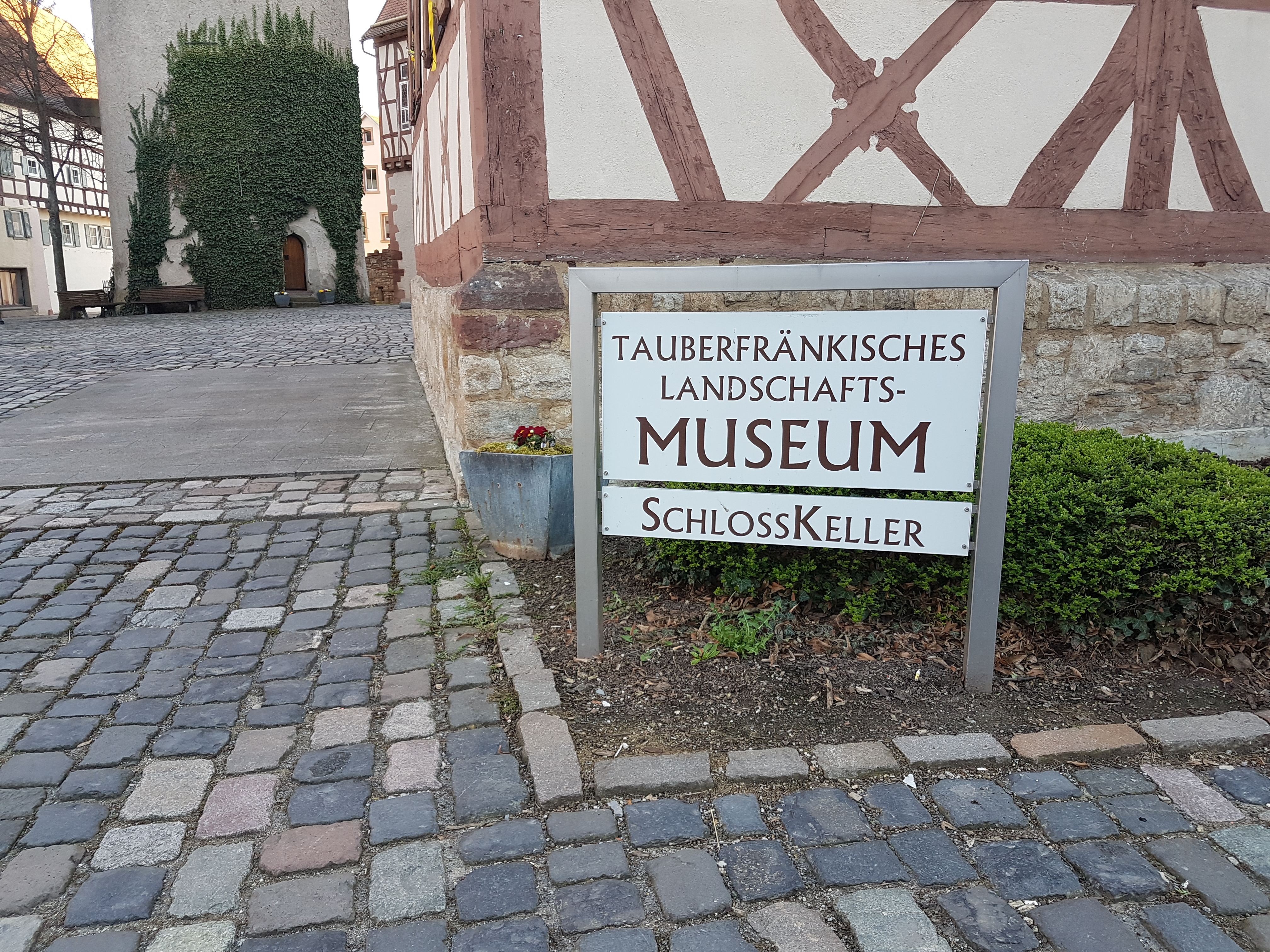
Tauberfränkisches Landschaftsmuseum in Tauberbischofsheim

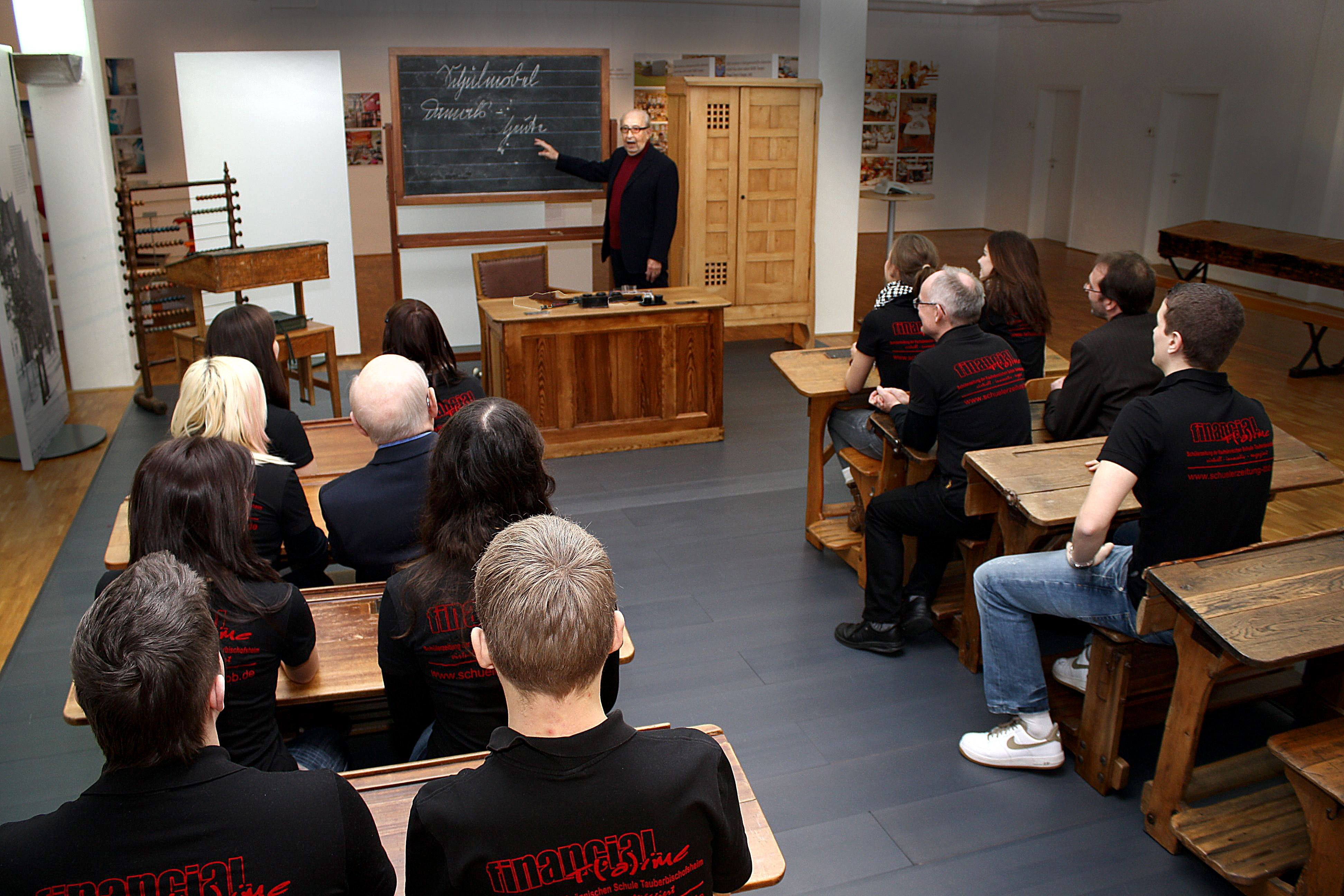
Schulmuseum in Tauberbischofsheim

- Apothekenmuseum in der ehemaligen Sonnenplatz-Apotheke
- Bauernhofmuseum im Stadtteil Distelhausen – Das Bauernhofmuseum befindet sich in einem ehemaligen Gehöft und zeigt etwa 5.000 Gerätschaften und Maschinen, die das Berufsbild des Bauern veranschaulichen sowie das Leben und Arbeiten auf einem Bauernhof der letzten 150 Jahre vermitteln.
- Dorfmuseum Dittwar – Im Museumsgebäude, einem ehemaligen bäuerlichen Anwesen, sind Wohnung, Scheune, Keller und Stall in einem Gebäude untergebracht. In einem Raum befindet sich eine Schuhmacherwerkstatt als Erinnerung daran, dass hier vor einigen Jahrzehnten wirklich ein Schuhmacher sein Handwerk betrieb. Eine Besonderheit des Hauses ist, dass eine steinerne Treppe von der Küche direkt in den Keller führt. Wohnung, Stall und Scheune sind mit Inventar vom Beginn des 20. Jahrhunderts ausgestattet.[27][28]
- Dorfmuseum Hochhausen – Das Dorfmuseum befindet sich im „Hofhaus“, einem der ältesten Gebäude des Ortes,
- Dorfmuseum Impfingen[29]
- Galerie Tauberbischofsheim
- Krötensammlung Tauberbischofsheim – Sammlung von etwa 2000 Kröten, aus allen denkbaren Materialien und aus der ganzen Welt zusammengetragen im Krötenheim am Bahnhof.
- Tauberfränkisches Landschaftsmuseum im Kurmainzischen Schloss Tauberbischofsheim – Das Museum beherbergt wertvolle Trachten, Einrichtungen bürgerlicher und adeliger Wohnkultur sowie Funde aus der Frühgeschichte.
- VS-Schulmuseum in Tauberbischofsheim – Das Museum auf dem Werksgelände der VS Vereinigte Spezialmöbelfabriken dokumentiert die Geschichte und Entwicklung nationaler und internationaler Schularchitektur und Schulmöbel vom Ende des 19. Jahrhunderts bis heute. Die Ausstellung thematisiert verschiedene Schulmöbel-Exponate aus dem In- und Ausland. Daneben präsentiert die Ausstellung auch pädagogische, ergonomische und kulturgeschichtliche Aspekte der Schulmöbelgeschichte sowie eine Schau wegweisender, innovative Schulbauarchitektur des 20. und 21. Jahrhunderts aus aller Welt.[30][31][32]

### Weikersheim

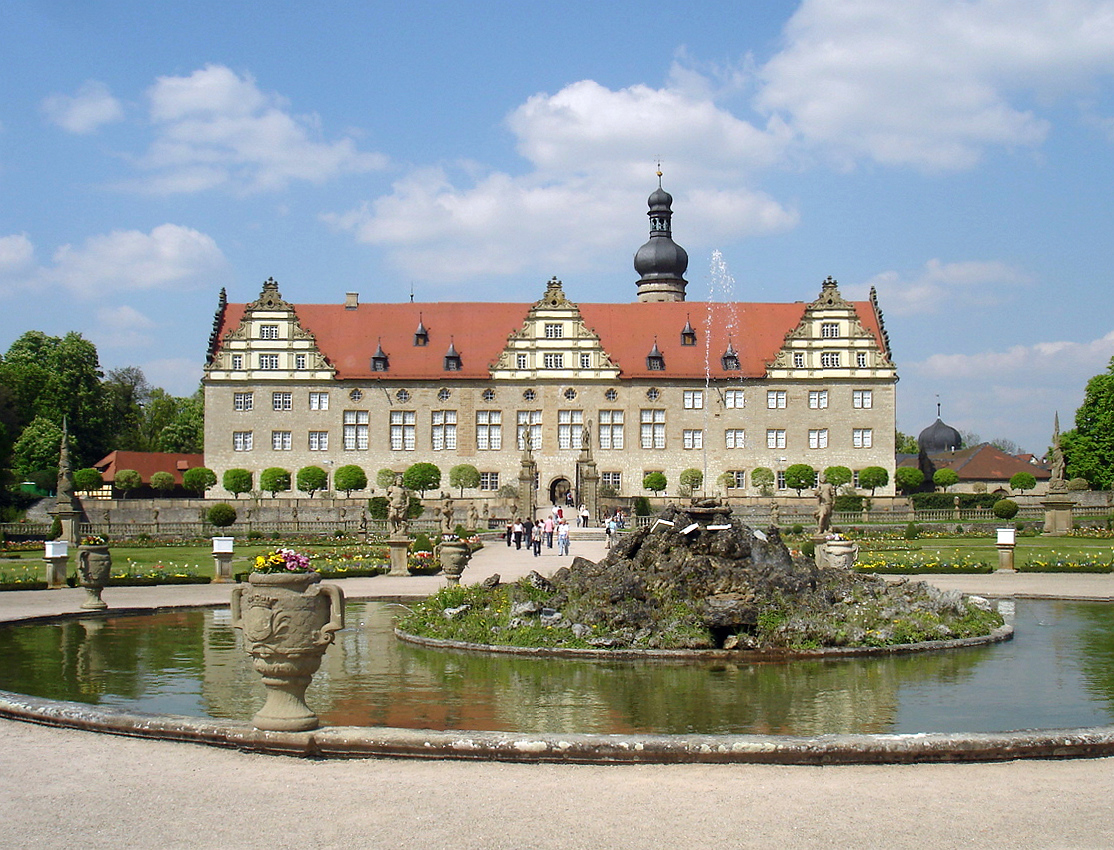
Schloss Weikersheim

- Museum Schloss Weikersheim – Museum im Schoss Weikersheim mit barockem Schlosspark und Alchemie-Museum (bisher Einziges in Deutschland). Die original ausgestatteten barocken Wohngemächer sind als Schlossmuseum zugänglich.
- Stadtmuseum im und am Gänsturm, Hauptstraße 42, ehemaliger Wehrturm mit kleinem Stadtmuseum
- Tauberländer Dorfmuseum

### Werbach
- Buscher-Museum im Ortsteil Gamburg – Seit dem 13. Oktober 2013 ist das Buscher-Museum mit Werken der Künstlerfamilie Buscher öffentlich zugänglich.
- Pfeiferstube im Ortsteil Niklashausen – Zur Erinnerung an den Pauker von Niklashausen, Hans Böhm, wurde eine Pfeiferstube als Museum und Erinnerungsstätte mit verschiedenen Ausstellungen eingerichtet.
- Synagoge mit Museum im Ortsteil Wenkheim – Die ehemalige Synagoge wurde z einem Dokumentationszentrum jüdischer Kultur im Main-Tauber-Kreis.[33][34][35]

### Wertheim

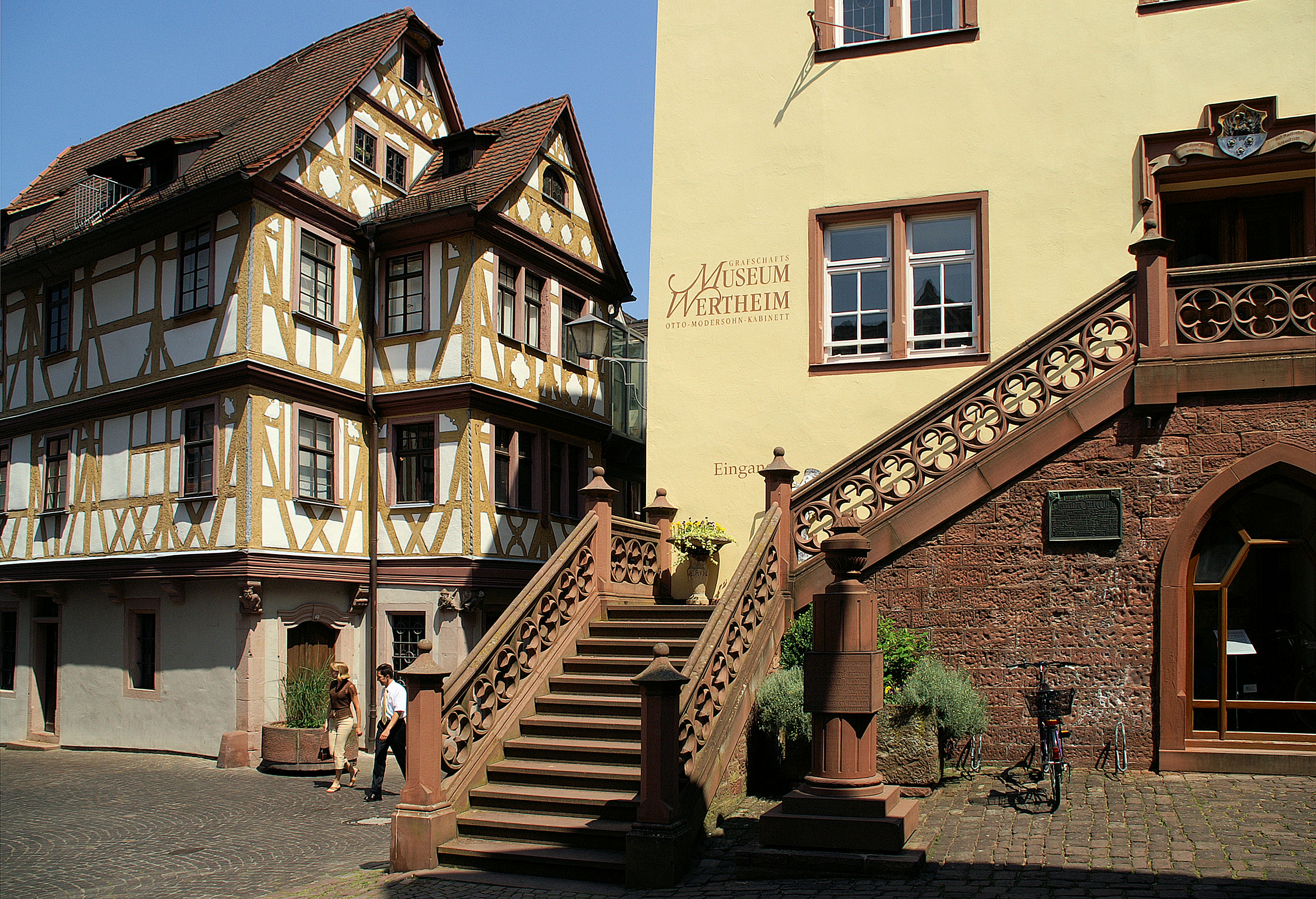
Grafschaftsmuseum in Wertheim

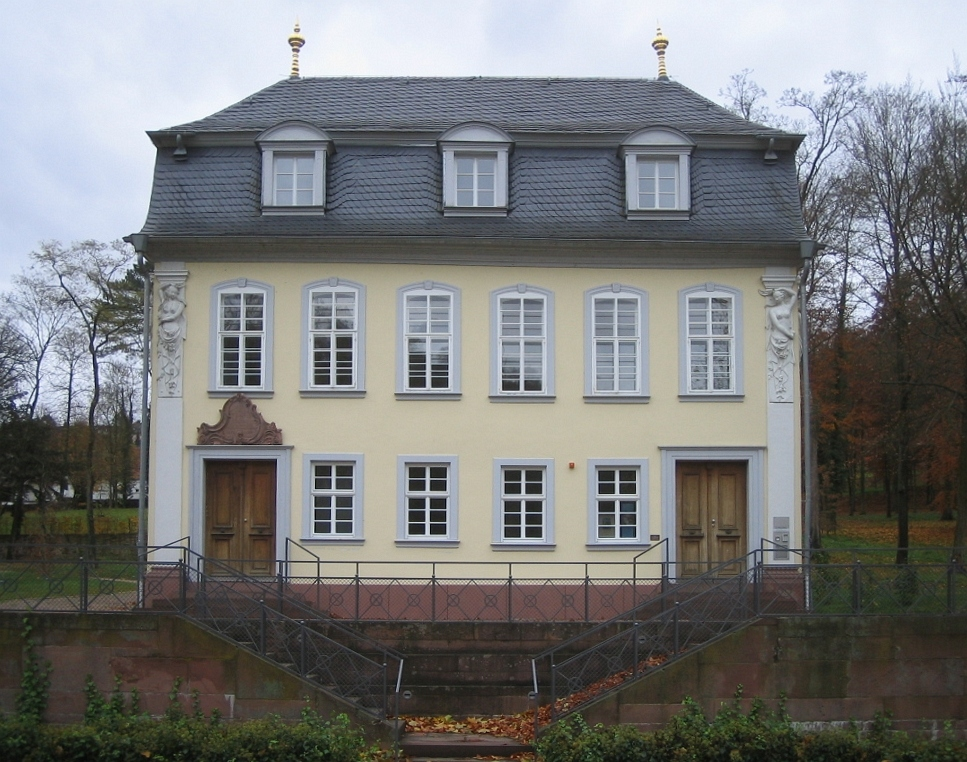
Museum Schlösschen im Hofgarten

- Ehemalige Zisterzienserabtei Bronnbach
- Glasmuseum Wertheim – Das Museum präsentiert und dokumentiert die Geschichte und Anwendung des Werkstoffes Glas von der Antike bis zu den Hightech-Produkten der Gegenwart. Das 1976 gegründete Museum umfasst 650 m² Ausstellungsfläche und verzeichnet jährlich etwa 16.000 Besucher. Im Museum wird die regionale und internationale Geschichte sowie die Vielfältigkeit des Werkstoffes Glas vermittelt. Die Lehrschau zeigt über 3500 Jahre Glasherstellung und Glasanwendung und lässt den Werkstoff – vom Trinkglas bis zum Laborglas – plastisch aufleben.[36]
- Grafschaftsmuseum Dependance Ländliches Kulturgut im Kloster Bronnbach
- Grafschaftsmuseum und Otto-Modersohn-Kabinett im alten Rathaus Wertheim – Das Grafschaftsmuseum Wertheim umfasst die Sammlungen der Stadt Wertheim und des Historischen Vereins Wertheim. Es schützt und pflegt kulturelle Erzeugnisse, die auf dem Gebiete der ehemaligen Grafschaft Wertheim entstanden sind, hier genutzt wurden oder einen inhaltlichen Bezug zur Landschaft, Kultur oder Geschichte der Region haben.[37]
- Museum „Schlösschen im Hofgarten“ in Wertheim-Hofgarten – Am 8. April 2006 wurde im Schlösschen im Hofgarten ein Kunstmuseum eröffnet. Drei private Kunstsammlungen (Gemälde und Aquarelle der Berliner Secession, klassizistisches Pariser Porzellan, Gemälde Heidelberger und Karlsruher Romantiker) sind hier beherbergt, außerdem finden Sonderausstellungen und kulturelle Veranstaltungen statt.[38][39]
- Uebe Thermometermuseum, Sammlung mit über 1000 Fieberthermometern, Einblick in die Herstellung von Thermometern, Überblick über Thermometer mit unterschiedlichen Füllflüssigkeiten sowie andere Messgeräte, die mit Temperatur zu tun haben
- Volksbank-Galerie Wertheim

### Wittighausen

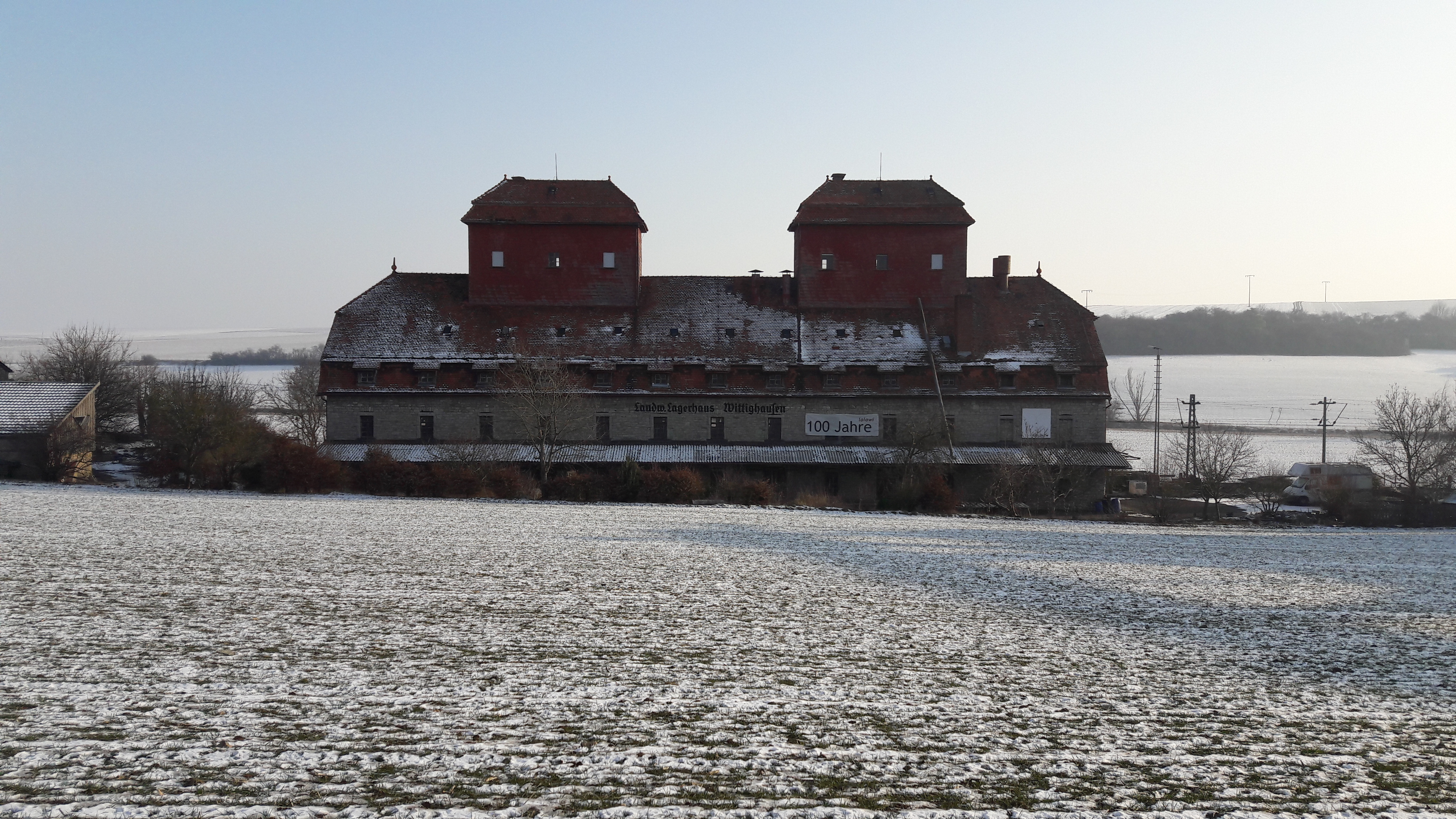
Lalawi in Unterwittighausen

- Ausstellung und Galerie im Lalawi, Impressionen aus dem Lalawi (Landwirtschaftliches Lagerhaus Wittighausen), im Ortsteil Unterwittighausen[40]